# Calospila cuprea
Calospila cuprea is een vlindersoort uit de familie van de prachtvlinders (Riodinidae), onderfamilie Riodininae.
Calospila cuprea werd in 1867 beschreven door Butler.